# Alexander Rueß

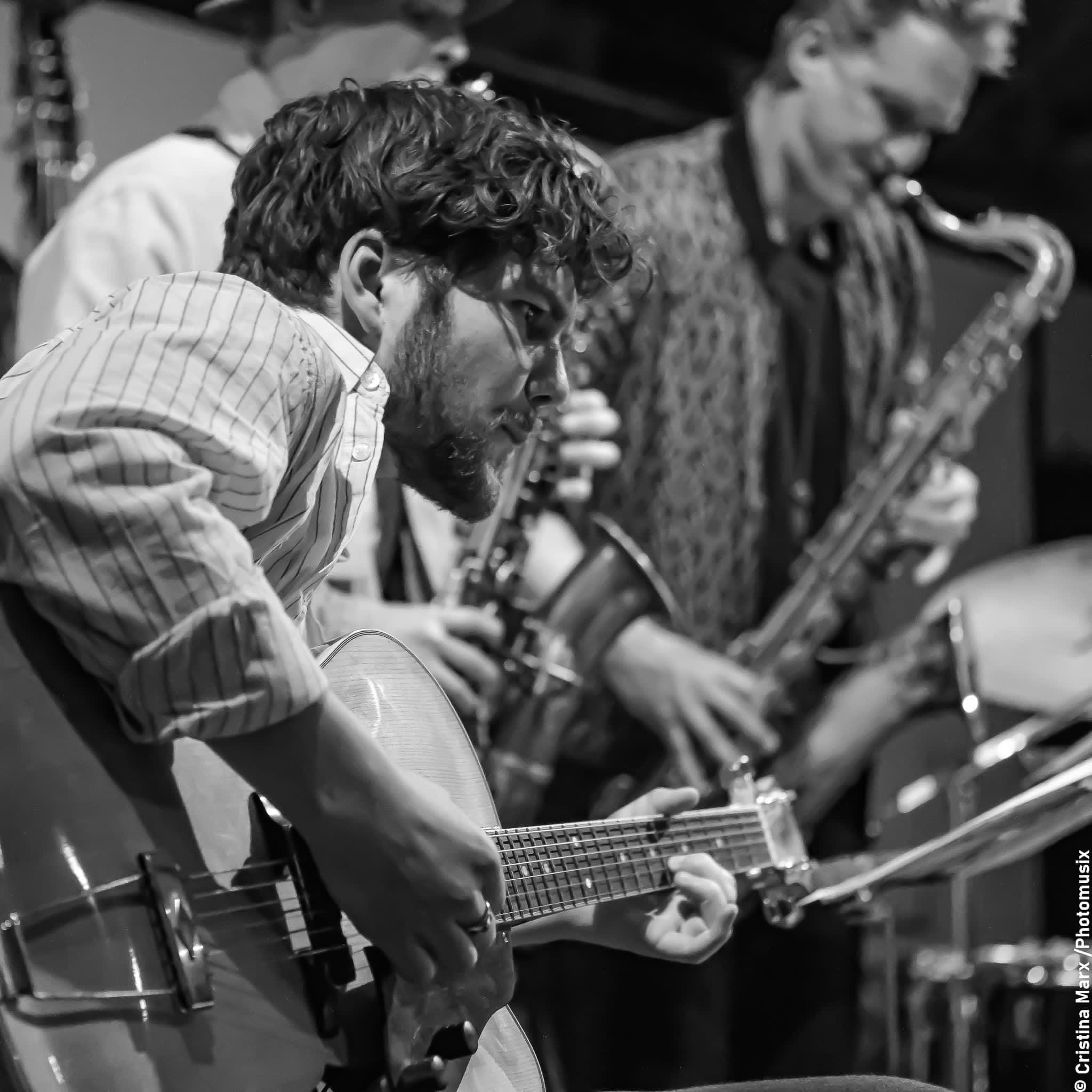
Alexander Rueß (2022)

Alexander Rueß (* 1998 in Neuss) ist ein deutscher Jazzmusiker (Gitarre, Komposition).

## Leben und Wirken
Rueß wuchs in Ostholstein auf und studierte bereits während der Schulzeit als Jungstudent an der Musikhochschule Lübeck bei Patrick Farrant. Ab 2016 studierte er an der Hochschule für Musik Carl Maria von Weber in Dresden, um 2018 an das Jazz-Institut Berlin zu wechseln. Nach einem Studienaufenthalt am Rytmisk Musikkonservatorium in Kopenhagen schloss Rueß sein Studium 2021 ab. Zwischen 2018 und 2020 war Rueß Mitglied im Bundesjazzorchester. Zu seinen Lehrern zählten u. a. Peter Bernstein, Lage Lund, Paulo Morello, Jakob Anderskov und Håvard Wiik.
Seine kompositorische Eigenheit und den unverwechselbaren Ausdruck auf dem Instrument hat er in langjähriger Bandleadertätigkeit für MANKO entwickelt, ein  Sextett der internationalen Improvisationsszene mit Philipp Gropper, Otis Sandsjö, Robert Lucaciu, Asger Uttrup Nissen und Florian Lauer. Produziert wird die Band von dem schwedischen Bassisten Petter Eldh.
Rueß bildet zusammen mit dem Schlagzeuger Nathan Ott und dem französischen Bassisten Louis Navarro das Trio ekko, das 2023 sein Debütalbum Turbolent veröffentlichte. Außerdem ist er fester Teil der Band des Jazzsängers Atrin Madani, mit dem er ein Funkhauskonzert im Deutschlandfunk spielte und dessen Album Where Are We Now? (2023) aufnahm.
Konzerttourneen führten Rueß quer durch West- und Mitteleuropa, Skandinavien sowie nach Japan, Kanada und in die USA, wo er auf großen Festivals wie Jazz Baltica, Copenhagen Jazz Festival und dem Toronto Jazz Festival auftrat.

## Preise und Auszeichnungen
2019 wurde Alexander Rueß im Rahmen des Travejazz Festival der Lübecker Jazzpreis verliehen. 2018 gewann er mit dem Alexander Rueß Trio den Ensemblewettbewerb der Hochschule für Musik Dresden sowie als Mitglied des Bundesjazzorchesters den Frankfurter Musikpreis.